# Cambio cambio
Cambio cambio és una pel·lícula de thriller argentina dirigida per Lautaro García Candela.
La pel·lícula es va estrenar en la secció oficial (competència internacional) de la 37a edició del Festival Internacional de Cinema de Mar del Plata.

## Argument
Al món dels arbrets, personatges de la vida urbana de la Ciutat de Buenos Aires plantats al carrer Florida, ofereixen als turistes que visiten la ciutat canviar els dòlars per un millor preu. Allí transcorre la vida d'un jove que el mou l'ambició de reunir els diners que li permeti millorar la seva vida en el menor temps possible, i que no dubtarà a assumir els riscos necessaris per a aconseguir-lo.

## Repartiment
- Ignacio Quesada com Pablo
- Camila Peralta com Florència
- Valeria Santa com Daniela
- Mucio Manchini com Ricky
- Darío Levy com Daniel
- Tomás Corradi com Andrés
- Alejandro Menéndez com Gabriel

## Premios i nominacions
| Llista de premis i nominacions | Llista de premis i nominacions          | Llista de premis i nominacions | Llista de premis i nominacions | Llista de premis i nominacions | Llista de premis i nominacions |
| Any                            | Organització                            | Categoria                      | Nominat/a(s)                   | Resultat                       | Ref(s)                         |
| ------------------------------ | --------------------------------------- | ------------------------------ | ------------------------------ | ------------------------------ | ------------------------------ |
| 2024                           | Premis Martín Fierro de Cinema i Sèries | Millor actor revelació         | Ignacio Quesada                | Nominat                        | [ 4 ]                          |